# Smiths Grove, Kentucky
Smiths Grove är en ort i Warren County i delstaten Kentucky, USA.